# Fantasy Filmfest 2020
Das 34. Fantasy Filmfest (2020) fand in der Zeit vom Mittwoch, den 9. September, bis Sonntag, den 13. September 2020, im Kino in der Kulturbrauerei in Berlin und in der Harmonie in Frankfurt am Main; vom Mittwoch, den 16. September, bis Sonntag, den 20. September 2020, im Savoy Filmtheater in Hamburg, im Cinema in München und im Cinecitta in Nürnberg; sowie vom Mittwoch, den 23. September, bis Sonntag, den 27. September 2020, in der Residenz Astor Film Lounge in Köln und im Metropol in Stuttgart statt. Aufgrund der COVID-19-Pandemie wurde die Anzahl der Filme von etwa 50 auf 21 verringert und das Festival lief lediglich an fünf anstatt wie zuvor an elf Tagen.
Die Fantasy Filmfest White Nights fanden in der Zeit von Freitag, den 9. Januar, bis Sonntag, den 12. Januar 2020, im Cinema in München; von Samstag, den 11. Januar, bis Sonntag, den 12. Januar 2020, im Zoopalast in Berlin, im Savoy Filmtheater in Hamburg und im Cinecitta in Nürnberg; sowie von Samstag, den 18. Januar, bis Sonntag, den 19. Januar 2020, in der Harmonie in Frankfurt am Main, in der Residenz Astor Film Lounge in Köln und im EM in Stuttgart statt.
Die Fantasy Filmfest Nights, die ursprünglich im Frühjahr 2020 stattfinden sollten, waren von der Coronakrise direkt betroffen, denn die Kinos waren zu dieser Zeit geschlossen. Letztlich konnten sie von Samstag, den 11. Juli, bis Sonntag, den 12. Juli, in allen Festivalstädten stattfinden.
Alle hier aufgeführte Filme wurden in allen Städten gezeigt.

## Liste der gezeigten Filme
| Fantasy Filmfest White Nights | Fantasy Filmfest White Nights | Fantasy Filmfest White Nights | Fantasy Filmfest White Nights | Fantasy Filmfest White Nights |
| Originaltitel                 | Deutscher Titel               | Land                          | Jahr                          | Regisseur                     |
| ----------------------------- | ----------------------------- | ----------------------------- | ----------------------------- | ----------------------------- |
| 비스트                        | The Beast                     | Südkorea                      | 2019                          | Lee Jung-Ho                   |
| Blood Quantum                 | --                            | Kanada                        | 2019                          | Jeff Barnaby                  |
| Code 8                        | --                            | Kanada                        | 2019                          | Jeff Chan                     |
| Deathcember                   | --                            | Deutschland                   | 2019                          | Diverse                       |
| Disappearance at Clifton Hill | Clifton Hill                  | Kanada                        | 2019                          | Albert Shin                   |
| Furie                         | Get In                        | Frankreich                    | 2019                          | Olivier Abbou                 |
| Gundala                       | --                            | Indonesien                    | 2019                          | Joko Anwar                    |
| Jojo Rabbit                   | --                            | USA, Neuseeland, Tschechien   | 2019                          | Taika Waititi                 |
| Synchronic                    | --                            | USA                           | 2019                          | Justin Benson, Aaron Moorhead |
| VFW                           | --                            | USA                           | 2019                          | Joe Begos                     |

| Fantasy Filmfest Nights        | Fantasy Filmfest Nights                       | Fantasy Filmfest Nights                | Fantasy Filmfest Nights | Fantasy Filmfest Nights |
| Originaltitel                  | Deutscher Titel                               | Land                                   | Jahr                    | Regisseur               |
| ------------------------------ | --------------------------------------------- | -------------------------------------- | ----------------------- | ----------------------- |
| Malasaña 32                    | Malasaña 32 - Haus des Bösen                  | Spanien                                | 2020                    | Albert Pintó            |
| Follow Me                      | --                                            | USA                                    | 2020                    | Will Wernick            |
| ハロー・ワールド               | Hello World                                   | Japan                                  | 2019                    | Tomohiko Itô            |
| El prófugo                     | The Intruder                                  | Argentinien, Mexiko                    | 2020                    | Natalia Meta            |
| 남산의 부장들                  | Das Attentat – The Man Standing Next          | Südkorea                               | 2020                    | Woo Min-Ho              |
| The Other Lamb                 | --                                            | Irland, Belgien, USA                   | 2019                    | Małgorzata Szumowska    |
| True History of the Kelly Gang | Outlaws – Die wahre Geschichte der Kelly Gang | Australien, Frankreich, Großbritannien | 2019                    | Justin Kurzel           |
| The Vigil                      | The Vigil - Die Totenwache                    | USA                                    | 2019                    | Keith Thomas            |
| We Summon the Darkness         | --                                            | USA, Kanada, Großbritannien            | 2019                    | Marc Meyers             |
| Yummy                          | --                                            | Belgien                                | 2019                    | Lars Damoiseaux         |

| Fantasy Filmfest                          | Fantasy Filmfest                               | Fantasy Filmfest                             | Fantasy Filmfest | Fantasy Filmfest              | Fantasy Filmfest   |
| Originaltitel                             | Deutscher Titel                                | Land                                         | Jahr             | Regisseur                     | Sparte             |
| ----------------------------------------- | ---------------------------------------------- | -------------------------------------------- | ---------------- | ----------------------------- | ------------------ |
| Amulet                                    | --                                             | Großbritannien, Vereinigte Arabische Emirate | 2020             | Romola Garai                  | Official Selection |
| Archive                                   | --                                             | Großbritannien, Ungarn, USA                  | 2020             | Gavin Rothery                 | Official Selection |
| Becky                                     | --                                             | USA                                          | 2020             | Jonathan Milott, Cary Murnion | Official Selection |
| Bloody Hell                               | --                                             | Australien, USA                              | 2020             | Alister Grierson              | Abschlussfilm      |
| Breaking Surface                          | Breaking Surface – Tödliche Tiefe              | Norwegen, Schweden, Belgien                  | 2020             | Joachim Hedén                 | Official Selection |
| 나를 찾아줘                               | Bring Me Home                                  | Südkorea                                     | 2019             | Kim Seung-Woo                 | Official Selection |
| Daniel Isn't Real                         | Der Killer in mir                              | USA                                          | 2019             | Adam Egypt Mortimer           | Official Selection |
| Dinner in America                         | --                                             | USA                                          | 2020             | Adam Carter Rehmeier          | Official Selection |
| Fanny Lye Deliver’d                       | Die Erlösung der Fanny Lye                     | Großbritannien, Deutschland                  | 2019             | Thomas Clay                   | Official Selection |
| Fried Barry                               | --                                             | Südafrika                                    | 2020             | Ryan Kruger                   | Official Selection |
| 逃出立法院                                | Get The Hell Out                               | Taiwan                                       | 2020             | I-Fan Wang                    | Official Selection |
| Inheritance                               | Inheritance – Ein dunkles Vermächtnis          | USA                                          | 2020             | Vaughn Stein                  | Official Selection |
| Mandibules                                | Eine Fliege kommt selten allein                | Frankreich, Belgien                          | 2020             | Quentin Dupieux               | Official Selection |
| Palm Springs                              | --                                             | USA                                          | 2020             | Max Barbakow                  | Eröffnungsfilm     |
| The Personal History of David Copperfield | David Copperfield – Einmal Reichtum und zurück | Großbritannien                               | 2020             | Armando Iannucci              | Official Selection |
| Psycho Goreman                            | --                                             | Kanada                                       | 2020             | Steven Kostanski              | Official Selection |
| Possessor                                 | --                                             | Großbritannien, Kanada                       | 2020             | Brandon Cronenberg            | Official Selection |
| The Reckoning                             | --                                             | Großbritannien                               | 2020             | Neil Marshall                 | Official Selection |
| Relic                                     | Relic – Dunkles Vermächtnis                    | USA, Australien                              | 2020             | Natalie Erika James           | Official Selection |
| Slaxx                                     | --                                             | Kanada                                       | 2020             | Elza Kephart                  | Official Selection |
| Спутник                                   | Sputnik – Es wächst in dir                     | Russland                                     | 2020             | Egor Abramenko                | Official Selection |

Der Fresh Blood Award wurde in diesem Jahr aufgrund der COVID-19-Pandemie nicht vergeben.